# Popis zračnih luka u Urugvaju
Ovo je popis zračnih luka u Urugvaju prema slovničkom (abecednom) redu ICAO koda.

## Zračne luke
Zračne luke s podebljanim imenom nude komercijalne letove.
| Službeno ime                              | IATA kod | ICAO codekod | Grad koji služi            | Departman      | Koordinate                                    |
| Zračna luka Ángel S. Adami                |          | SUAA         | Montevideo                 | Montevideo     | 34°47′21″S 56°15′53″W / 34.78917°S 56.26472°W |
| Zračna luka Artigas                       | ATI      | SUAG         | Artigas                    | Artigas        | 30°23′57″S 56°30′39″W / 30.39917°S 56.51083°W |
| Zračna luka Anchorena                     |          | SUAN         | Barra de San Juan          | Colonia        | 34°16′13″S 57°57′51″W / 34.27028°S 57.96417°W |
| Zračna luka Placeres                      | BUV      | SUBU         | Bella Unión                | Artigas        | 30°19′10″S 57°33′33″W / 30.31944°S 57.55917°W |
| Zračna luka Colonia                       | CYR      | SUCA         | Colonia del Sacramento     | Colonia        | 34°27′05″S 57°46′01″W / 34.45139°S 57.76694°W |
| Zračna luka Zagarzazú                     |          | SUCM         | Carmelo                    | Colonia        | 33°57′58″S 58°19′31″W / 33.96611°S 58.32528°W |
| Zračna luka Santa Bernardina              | DZO      | SUDU         | Durazno                    | Durazno        | 33°21′23″S 56°29′46″W / 33.35639°S 56.49611°W |
| Zračna luka Villa Independencia           |          | SUFB         | Fray Bentos                | Río Negro      | 33°08′35″S 58°17′38″W / 33.14306°S 58.29389°W |
| Zračna luka Punta del Este                | PDP      | SULS         | Maldonado i Punta del Este | Maldonado      | 34°51′30″S 55°05′30″W / 34.85833°S 55.09167°W |
| Zračna luka "Ricardo Detomasi"            |          | SUME         | Mercedes                   | Soriano        | 33°14′55″S 58°04′22″W / 33.24861°S 58.07278°W |
| Zračna luka Campo Municipal de Aterrizaje |          | SUMI         | Minas                      | Lavalleja      | 34°20′43″S 55°13′37″W / 34.34528°S 55.22694°W |
| Zračna luka Cerro Largo                   | MLZ      | SUMO         | Melo                       | Cerro Largo    | 32°20′33″S 54°13′19″W / 32.34250°S 54.22194°W |
| Međunarodna zračna luka Carrasco          | MVD      | SUMU         | Montevideo                 | Canelones      | 34°50′02″S 56°01′41″W / 34.83389°S 56.02806°W |
| Zračna luka El Jagüel                     |          | SUPE         | Maldonado i Punta del Este | Maldonado      | 34°54′47″S 54°55′09″W / 34.91306°S 54.91917°W |
| Zračna luka Paysandú                      | PDU      | SUPU         | Paysandú                   | Paysandú       | 32°21′47″S 58°03′59″W / 32.36306°S 58.06639°W |
| Zračna luka Río Branco                    |          | SURB         | Río Branco                 | Cerro Largo    | 32°34′54″S 53°27′14″W / 32.58167°S 53.45389°W |
| Zračna luka Rivera                        | RVY      | SURV         | Rivera                     | Rivera         | 30°58′10″S 55°28′24″W / 30.96944°S 55.47333°W |
| Zračna luka Salto                         | STY      | SUSO         | Salto                      | Salto          | 31°26′05″S 57°59′03″W / 31.43472°S 57.98417°W |
| Zračna luka Tacuarembó                    | TAW      | SUTB         | Tacuarembó                 | Tacuarembó     | 31°45′01″S 55°55′26″W / 31.75028°S 55.92389°W |
| Zračna luka Treinta y Tres                | TYT      | SUTR         | Treinta y Tres             | Treinta y Tres | 33°11′42″S 54°20′50″W / 33.19500°S 54.34722°W |
| Zračne luke Vichadero                     | VCH      | SUVO         | Vichadero                  | Rivera         | 31°44′21″S 54°35′16″W / 31.73917°S 54.58778°W |

## Poveznice
- Urugvajsko ratno zrakoplovstvo
- Dodatak:Popis zračnih luka po ICAO kodu: S